# Andrij Procenko
Andrij Ołeksijowycz Procenko (ukr. Андрій Олексійович Проценко; ur. 20 maja 1988 w Chersoniu) – ukraiński lekkoatleta specjalizujący się w skoku wzwyż.
Srebrny medalista europejskiego czempionatu juniorów z Hengelo (2007). Dwa lata później zdobył srebro młodzieżowych mistrzostw Europy w Kownie. W 2010 nie przeszedł przez eliminacje podczas mistrzostw Starego Kontynentu. W następnym sezonie zajął 11. miejsce podczas uniwersjady w Shenzhen oraz bez powodzenia startował na mistrzostwach świata w Daegu. W 2012 bez awansu do finału startował na halowych mistrzostwach świata i czempionacie Europy oraz uplasował się na 9. miejscu podczas igrzysk olimpijskich w Londynie. W 2013 został wicemistrzem uniwersjady w Kazaniu. Brązowy medalista halowych mistrzostw świata w Sopocie (2014). W tym samym roku zdobył srebro na mistrzostwach Europy w Zurychu. Czwarty zawodnik igrzysk olimpijskich w Rio de Janeiro (2016). W 2019 zdobył srebro halowych mistrzostw Europy. W 2022 stanął na najniższym stopniu podium podczas mistrzostw świata w Eugene. Srebrny medalista halowych mistrzostw Europy w 2023.
Wielokrotny medalista mistrzostw Ukrainy i reprezentant kraju w drużynowym czempionacie Europy.
Rekordy życiowe: stadion – 2,40 (3 lipca 2014, Lozanna); hala – 2,36 (9 marca 2014, Sopot).

## Osiągnięcia
| Rok  | Impreza                                 | Miejsce        | Lokata            | Wynik |
| ---- | --------------------------------------- | -------------- | ----------------- | ----- |
| 2007 | Mistrzostwa Europy juniorów             | Hengelo        | 2. miejsce        | 2,21  |
| 2009 | Młodzieżowe mistrzostwa Europy          | Kowno          | 3. miejsce        | 2,24  |
| 2009 | Mistrzostwa świata                      | Berlin         | el. – 25. miejsce | 2,20  |
| 2010 | Superliga drużynowych mistrzostw Europy | Bergen         | 3. miejsce        | 2,22  |
| 2010 | Mistrzostwa Europy                      | Barcelona      | el. – 17. miejsce | 2,19  |
| 2011 | Uniwersjada                             | Shenzhen       | 11. miejsce       | 2,18  |
| 2011 | Mistrzostwa świata                      | Daegu          | el. – 27. miejsce | 2,21  |
| 2012 | Halowe mistrzostwa świata               | Stambuł        | el. – 15. miejsce | 2,22  |
| 2012 | Mistrzostwa Europy                      | Helsinki       | el. – 13. miejsce | 2,23  |
| 2012 | Igrzyska olimpijskie                    | Londyn         | 9. miejsce        | 2,25  |
| 2013 | Uniwersjada                             | Kazań          | 2. miejsce        | 2,31  |
| 2013 | Mistrzostwa świata                      | Moskwa         | el. – 23. miejsce | 2,22  |
| 2014 | Halowe mistrzostwa świata               | Sopot          | 3. miejsce        | 2,36  |
| 2014 | Mistrzostwa Europy                      | Zurych         | 2. miejsce        | 2,33  |
| 2015 | Halowe mistrzostwa Europy               | Praga          | 6. miejsce        | 2,28  |
| 2015 | Mistrzostwa świata                      | Pekin          | el. – 17. miejsce | 2,29  |
| 2016 | Halowe mistrzostwa świata               | Portland       | 7. miejsce        | 2,29  |
| 2016 | Mistrzostwa Europy                      | Amsterdam      | 9. miejsce        | 2,24  |
| 2016 | Igrzyska olimpijskie                    | Rio de Janeiro | 4. miejsce        | 2,33  |
| 2017 | Mistrzostwa świata                      | Londyn         | el. – 13. miejsce | 2,29  |
| 2018 | Mistrzostwa Europy                      | Berlin         | 5. miejsce        | 2,24  |
| 2019 | Halowe mistrzostwa Europy               | Glasgow        | 2. miejsce        | 2,26  |
| 2019 | Mistrzostwa świata                      | Doha           | el. – 14. miejsce | 2,26  |
| 2021 | Igrzyska olimpijskie                    | Tokio          | el. – 14. miejsce | 2,25  |
| 2022 | Mistrzostwa świata                      | Eugene         | 3. miejsce        | 2,33  |
| 2022 | Mistrzostwa Europy                      | Monachium      | 3. miejsce        | 2,27  |
| 2023 | Halowe mistrzostwa Europy               | Stambuł        | 2. miejsce        | 2,29  |
| 2023 | Mistrzostwa świata                      | Budapeszt      | 11. miejsce       | 2,25  |
| 2024 | Halowe mistrzostwa świata               | Glasgow        | 11. miejsce       | 2,15  |
| 2024 | Igrzyska olimpijskie                    | Paryż          | el. –             | NM    |